# Carlos Büsser
Carlos Büsser (Rosário, 10 de janeiro de 1928 — Buenos Aires, 29 de setembro de 2012) foi um militar eminente pertencente à Armada de la República Argentina.